# Yū Hirakawa
Yū Hirakawa (平河 悠, Hirakawa Yū), né le 3 janvier 2001 à Kashima au Japon, est un footballeur international japonais évoluant au poste d'ailier droit à Bristol City.

## Biographie

### En club
Né à Kashima dans la préfecture de Saga au Japon, Yū Hirakawa fréquente le Lycée Saga Higashi et l'université Yamanashi Gakuin. En septembre 2021 il rejoint le Machida Zelvia.
C'est avec ce club qu'il joue son premier match en professionnel, le 5 décembre 2021, lors d'une rencontre de deuxième division japonaise face à l'Albirex Niigata. Il entre en jeu à la place du capitaine Taiki Hirato (en) et son équipe s'impose par deux buts à zéro.
Il joue son premier match en J1 League, la première division japonaise, le 24 février 2024, à l'occasion de la première journée de la saison 2024 face au Gamba Osaka. Il est titularisé et les deux équipes se neutralisent (1-1 score final).
Le 9 juillet 2024, Yū Hirakawa rejoint Bristol City sous la forme d'un prêt d'une saison,.

### En sélection
Yū Hirakawa est retenu pour participer aux Jeux olympiques d'été de 2024.